# Thom Haye
Thom Haye, né le 9 février 1995 à Amsterdam, est un footballeur international indonésien qui évolue au poste de milieu défensif.

## Palmarès

### En équipe nationale
- Pays-Bas -17 ans
  - Vainqueur du championnat d'Europe des moins de 17 ans en 2011
  - Vainqueur du championnat d'Europe des moins de 17 ans en 2012